# Електрокар

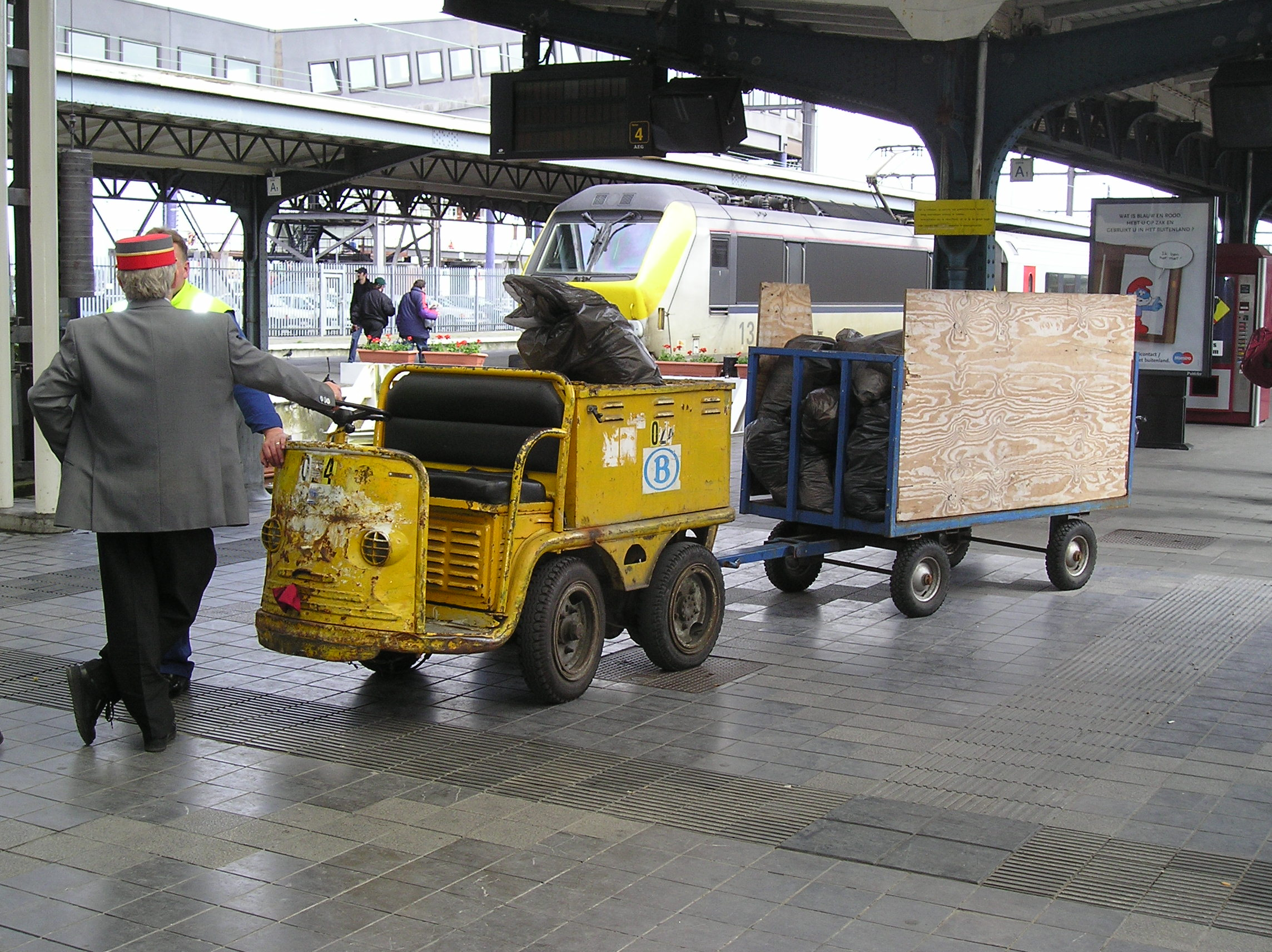

Електрокар — електричний самохідний візок, який використовується для перевезення вантажів на невелику відстань у портах, промислових підприємствах, залізничних станціях тощо. Не завдає значної шкоди навколишньому середовищу.

Термін «електрокар» у сучасній мові широко використовується для позначення легкових і комерційних автомобілів, що працюють виключно на електричній енергії. Такі транспортні засоби, відомі як Акумуляторні електричні автомобілі (Battery Electric Vehicles (BEV)), не мають двигунів внутрішнього згоряння, завдяки чому вони є екологічно чистими альтернативами традиційним автомобілям. Вони набувають все більшої популярності через низький рівень викидів, економічність в експлуатації та технічні інновації, що дозволяють збільшити їх автономність та ефективність.